# Cmentarz żydowski w Mikołajkach
Cmentarz żydowski w Mikołajkach – kirkut został założony 1881, jednak na jego terenie znajdują się nagrobki z wcześniejszych lat i znajduje się na zachodniej stronie ul. Dybowskiej. Ma powierzchnię 0,06 ha. Jest jedną z nielicznych zachowanych nekropolii żydowskich na Mazurach. Do naszych czasów zachowało się kilkadziesiąt nagrobków z napisami w języku hebrajskim i niemieckim. W 2006 został uporządkowany staraniem miejscowej ludności oraz Fundacji Ochrony Dziedzictwa Żydowskiego.
W 2016 r. zidentyfikowano tam 27 macew, zachowane w różnym stanie, oraz 20 grobów bez tablic nagrobnych lub bez czytelnych epitafiów, inne źródła podają: 23 całkowicie zachowane macewy, 12 zachowanych częściowo oraz 9 tumb.
Obiekt jest wpisany do rejestru zabytków nieruchomych województwa warmińsko-mazurskiego.